# أنت (شخصية العالم وفق مجلة تايم)

غلاف مجلسةالتايم عام 2006

«أنت» تم اختيارها في عام 2006 كشخصية العام في مجلة التايم. وقد اعترفت هذه الجائزة بملايين الأشخاص الذين يساهمون بشكل غير معروف في المحتوى الذي ينشئه المستخدمون المساهمون في مواقع منوعة مثل ويكيبيديا ويوتيوب وماي سبيس وفيسبوك وعدد من المواقع الأخرى التي تضم مساهمة المستخدم.
وفي حين أن الشخصية قد أعطيت إلى صورة الحاسوب، وهو من الممتلكات الجامدة، فقد كانت آلة الحاسوب الشخصي هو «آلة السنة» لعام 1982.